# Araneus puebla
Araneus puebla là một loài nhện trong họ Araneidae.
Loài này thuộc chi Araneus. Araneus puebla được Herbert Walter Levi miêu tả năm 1991.